# Țicleni
Țicleni – miasto w Rumunii, w okręgu Gorj. Według danych szacunkowych na rok 2002 liczy 5205 mieszkańców.